# San Benito la Bolsa
San Benito la Bolsa är en ort i Mexiko.   Den ligger i kommunen Cunduacán och delstaten Tabasco, i den sydöstra delen av landet, 600 km öster om huvudstaden Mexico City. San Benito la Bolsa ligger 19 meter över havet och antalet invånare är 326.
Terrängen runt San Benito la Bolsa är mycket platt. Runt San Benito la Bolsa är det ganska tätbefolkat, med 155 invånare per kvadratkilometer. Närmaste större samhälle är Cárdenas, 14,4 km söder om San Benito la Bolsa. Trakten runt San Benito la Bolsa består till största delen av jordbruksmark.